# Holderness
Holderness è un comune degli Stati Uniti d'America facente parte della contea di Grafton nello stato del New Hampshire.
È famoso per essere il luogo dove è stato ripreso il film Sul lago dorato.